# 高岡市立平米小学校
高岡市立平米小学校（たかおかしりつ ひらまいしょうがっこう）は、かつて富山県高岡市にあった公立小学校である。

## 沿革
- 1912年（明治45年） - 平米町尋常小学校として創立[2][3][4]
- 1913年（大正2年） - 校歌「朝日かげさす」・校旗制定[5]。
- 1929年（昭和4年） - 校歌「光かがやくおおとりの」制定。（作詞：小林守直、作曲：室崎琴月）[5]
- 2012年（平成24年） - 創立100周年
- 2022年（令和4年）3月27日 - 高岡市立定塚小学校と統合し、高岡市立高陵小学校となったため、閉校[2]

廃校となった空き校舎は、不登校や外国人の児童を支援する教育拠点を設ける構想があり、最終的に空き校舎の一部を「高岡市総合教育支援センター」（仮称）として活用することになった。

## 通学区域
高岡市立高陵中学校に進学していた。
- 本町、本丸町、丸の内、平米町、御馬出町、守山町、木舟町、小馬出町、千木屋町、坂下町、源平町、三番町、一番町、堀上町、片原横町、片原町、高片原町、片原中島町、広小路（定塚小・成美小の通学区域から除いた地域）、あわら町（成美小の通学区域から除いた地域）、大手町〔12番（12～41号）・14～17番〕、末広町〔9番（3～6号・43～62号）・12番（1～7号、23～27号）・13番・14番（17～34号・36～39号）〕、中央町〔11番・12番・19～21番・28番・31番・32番・41番・43番・62～68番・81～84番・89番・94番・98番〕

## 著名な卒業生
- 水上武（火山学者）
- 堀正文（バイオリン奏者）
- 角間貴生（芸術家）
- 玉本奈々（美術作家・著者）